# Злобин, Николай Анатольевич (Герой Российской Федерации)
Николай Анатольевич Злобин (род. 1976) — российский военнослужащий, Герой Российской Федерации (2010). Майор.

## Биография
Родился 16 июля 1976 года в Алма-Ате. Окончил среднюю школу. В 1997 году окончил Высшее пограничное командное училище Вооружённых сил Республики Казахстан. С этого года служил заместителем начальника по воспитательной работе пограничной заставы «Туат» на казахстанско-китайской границе. Впоследствии переехал из Казахстана в Россию.
С 2002 года — во МВД России. Служил в специальном моторизованном полку внутренних войск в Ульяновске, в 46-й отдельной бригаде оперативного назначения в Чеченской Республике, в отряда специального назначения Приволжского регионального командования внутренних войск.
В феврале 2010 года майор Николай Злобин был начальником разведки отряда специального назначения Приволжского регионального командования ВВ МВД РФ.
Злобину была поставлена боевая задача провести разведывательно-поисковые мероприятия в Урус-Мартановском районе. 4 февраля, неподалёку от населённого пункта Алхазурово, разведгруппа отряда обнаружила замаскированную базу чеченских бандитов и вступила с превосходящим по численности противником в бой. Злобин, осуществлявший общее руководство боем, направил на помощь группу лейтенанта Петрачкова, которой удалось выбить противника с базы и заставить отступить его в лес. Во время преследования отряд понёс потери: погиб Петрачков и получили ранения двое военнослужащих. Командование группой принял на себя Злобин. Он приказал группе отойти на более выгодный рубеж, а сам остался прикрывать их отход. В бою Злобин был тяжело ранен в грудь, но поля боя не покинул, сдерживая натиск противника, пока не потерял сознание. Подчинённые Злобина сумели вынести его из-под огня и отправить в госпиталь.
Указом Президента Российской Федерации № 978 от 4 августа 2010 года за «мужество и героизм, проявленные при исполнении воинского долга в Северо-Кавказском регионе» майору Николаю Анатольевичу Злобину присвоено звание Героя Российской Федерации с вручением медали «Золотая Звезда».
Погибшему в этом бою лейтенанту Павлу Петрачкову было присвоено звания Героя Российской Федерации посмертно.
В настоящее время проживает в Уфе, продолжает службу во Внутренних войсках.
Также награждён рядом медалей.